# Täbydepån
Täbydepån är en av Storstockholms Lokaltrafiks bussdepåer, belägen i industriområdet Åkerby inom kommundelen Tibble, Täby kommun, med adress Kemistvägen 12.

## Historik
Sedan Stockholms läns landsting i slutet av 1960-talet övertagit ansvaret för länets kollektivtrafik planerades för såväl upprustning av äldre anläggningar som uppförande av helt nya depåer. På 1970-talet byggdes ett antal bussdepåer och Täbydepån är en av dem. Den togs i bruk (då med namnet Åkerbydepån) för uppställning av bussar under år 1974 och ersatte då i första hand det gamla Enebybergsgaraget från 1930-talet, som tillhört Stockholms Läns Omnibusaktiebolag. Skötselhallen stod klar 1975 och året därefter administrationsbyggnaden. Anläggningen var huvuddepå för SL:s dåvarande Norra trafikdistrikt, vilket omfattade busslinjer i 600-serien. En verkstadsbyggnad stod klar 1976. 1985 ändrades namnet till det nuvarande. En ny tvätthall uppfördes på området 2012-2013.
Busstrafiken som utgår från Täbydepån körs från 6 november 2022 av Transdev. 2013-2022 kördes trafiken av Arriva  på uppdrag av Storstockholms Lokaltrafik.